# Garching (stacja metra)
Garching - stacja Metra w Monachium, na linii U6. Znajduje się w Garching bei München. Stacja została otwarta 14 października 2006